# Il comune senso del pudore
Il comune senso del pudore è un film del 1976 diretto da Alberto Sordi. Si tratta di un film a episodi diretti da Sordi, dove egli recita nel primo.

## Trama
L'intreccio riporta il cambiamento del costume e del senso del pudore italiano, o meglio una spallata alla censura alla fine degli anni settanta con una preponderante diffusione dell'erotismo nell'editoria e nel cinema.
Primo episodio
Un maturo operaio, Giacinto Colonna, festeggia le nozze d'argento con sua moglie Erminia, portandola al cinema per la prima volta dopo anni. Vagando per le sale di Roma, incorrono ingenuamente in pellicole di genere scabroso. Erminia è scandalizzata fino all'isterismo ma presto ne subisce in qualche modo il fascino.
Secondo episodio
Assunto come nuovo direttore di una rivista per soli uomini, il professor Ottavio Caramessa, scrittore di provincia, balza improvvisamente dalla miseria al benessere, aiutato da una spigliata dattilografa. Tuttavia scattano ben presto per lui le manette ma non se ne duole, convinto di combattere una nobile battaglia contro l'oscurantismo.
Terzo episodio
Il giovane pretore della provincia veneta Tiziano Ballarin è autore di provvedimenti giudiziari e di altre iniziative contro la stampa per adulti. Mentre impazza per il borgo una campagna moralistica - ed in alcuni casi ipocrita - di religiosi e laici, sua moglie Armida si trova colpita da alcune pubblicazioni bersaglio del marito, uscendone trasformata, con il benestare del consorte. Questo episodio è girato a Vicenza, Altavilla Vicentina e Bassano del Grappa.
Quarto episodio
Un'attrice tedesca premio Oscar, Ingrid Streissberg, si rifiuta di filmare una sequenza di sodomia nell'ennesima trasposizione del romanzo inglese L'amante di Lady Chatterley, nel quale il sanguigno produttore napoletano Giuseppe Costanzo (figura ispirata vagamente a quella di Dino De Laurentiis) ha investito del capitale con partecipazione. Riuscirà a convincere l'interprete tramite un gruppo di "esperti" (tra questi un sacerdote sedicente "progressista"), spacciando la scena quale di grande rilievo artistico-culturale ("perché l'ingroppata è artistica" dice), potendo così far fruttare l'investimento.
Epilogo il giorno della prima, dove appare buona parte del cast, esprimendo ciascuno il proprio parere prevalentemente positivo.

## Produzione
- La protagonista del film immaginario La cavalcata è Macha Magall, attrice belga diventata famosa per la pellicola erotica La bestia in calore. Le voci dei protagonisti del film immaginario La nipotina sono di Isa Di Marzio[1] e Pino Ferrara.
- Benché non accreditato nei titoli, il film contiene il cameo del principe Carlo Giovannelli, noto personaggio della mondanità romana e rampollo di una famiglia di produttori, nel ruolo di uno snob che commenta il film immaginario La Cavalcata.
- L'attrice brasiliana Florinda Bolkan recita con la propria voce.
- La sala dove gli attempati Erminia e Giacinto assistono alla prima del film Lady Chatterley 76 è l'allora Supercinema, dirimpetto al Palazzo del Viminale, poco distante dalla stazione Termini. Il cinema in cui viene proiettato l'immaginario Il marchese è il futuro Nuovo Sacher allora Cinema Nuovo, ex centro ricreativo delle Poste e Telegrafi, a due passi da Porta Portese. La nota annunciatrice RAI, Rosanna Vaudetti, fa una comparsata nell'atrio del locale.

## Galleria d'immagini

I coniugi Colonna, Giacinto (Alberto Sordi) ed Erminia (Rossana Di Lorenzo) in una scena del film (1º episodio)
Giacinto ed Erminia in una scena del film (1º episodio)
Il professor Ottavio Caramessa (Cochi Ponzoni) nella redazione de La Libertà (2º episodio)
Ottavio Caramessa in una scena del film (2º episodio)
La moglie del pretore Armida Ballarin (Claudia Cardinale) in una scena del film (3º episodio)
Ingrid Streissberg (Dagmar Lassander) e il produttore Giuseppe Costanzo (Philippe Noiret) in una scena del film (4º episodio)